# Paramesochra longicaudata
Paramesochra longicaudata is een eenoogkreeftjessoort uit de familie van de Paramesochridae. De wetenschappelijke naam van de soort is voor het eerst geldig gepubliceerd in 1945 door Nicholls.